# پاتومپال چاروئنراتاناپیروم
پاتومپال چاروئنراتاناپیروم (تایلندی: ปฐมพล เจริญรัตนาภิรมย์؛ زادهٔ ۲۱ آوریل ۱۹۹۴) بازیکن فوتبال اهل تایلند است.
از باشگاه‌هایی که در آن بازی کرده‌است می‌توان به باشگاه فوتبال ساموت سونگخرام و باشگاه فوتبال موانگتونگ یونایتد اشاره کرد.
وی همچنین در تیم ملی فوتبال تایلند بازی کرده‌است.